# Money in the Bank (2023)
Money in the Bank (2023) — четырнадцатое по счёту шоу Money in the Bank, премиальное живое шоу производства американского рестлинг-промоушна WWE. Шоу прошло 1 июля 2023 года на «O2 Арене» в Лондоне, Англия. Шоу транслировалось по системе pay-per-view (PPV) по всему миру и доступно для трансляции через Peacock в США и WWE Network на международном рынке. Это первое шоу Money in the Bank, проводимое за пределами США, а также первое крупное шоу WWE, проводимое в Лондоне после Insurrextion в мае 2002 года.
На шоу было проведено семь матчей. В главном событии Братья Усо (Джей Усо и Джимми Усо) победили Романа Рейнса и Соло Сикоа в командном матче «Гражданская война The Bloodline». Это был первый раз с декабря 2019 года, когда Рейнс был удержан.

## Показ шоу
Как и остальные премиум-шоу WWE Money in the Bank будет приоритетно показано на сервисе WWE Network, а также на других площадках, которые купили права на трансляцию эфиров этого сервиса в отдельных странах. В США шоу будет доступно на сервисе Peacock, который приобрёл эти права в 2021 году. Также, например, WrestleMania в странах Африки (за исключением северной) будет показана на Showmax, в Северной Африке и на Ближнем востоке — на MBC Group, на Филиппинах и в Индонезии — на Disney+. Все это расширяет аудиторию показа, поскольку данные сервисы берут существенно меньшую абонентскую плату, чем напрямую WWE Network. По сравнению с предыдущим годом в Австралии Money in the Bank будет впервые показан через сервис Binge. В России легальный просмотр Money in the Bank был невозможен из-за того, что в 2021 году WWE Network был заблокирован на территории этой страны.

## Сюжеты и назначение матчей
На RAW 24 апреля года было объявлено, что в WWE введут новый титул Чемпиона мира в тяжелом весе. Чемпионство запланировали разыграть в турнире на 12 участников, среди которых были Финн Балор и Сет Роллинс. На RAW 8 мая Роллинс и Балор выиграли свои матчи 1 раунда, а затем в полуфинальном матче Роллинс одолел Балора. Финал турнира состоялся на шоу Night of Champions, где Роллинс победил Эй Джей Стайлза и выиграл чемпионство. На RAW 29 мая Балора и его группировка «Судный день» вмешались в дебаты Роллинса и Стайлса, был назначен командный матч, в котором Сет и Эй. Джей. одержали победу, Роллинс удержал Дамиана Приста. Через неделю на RAW 5 июня «Судный день» продолжил донимать Роллинса, и был назначен матч за Чемпионство Мира, в котором Сет одержал победу над Пристом. На RAW 12 июня Балору и Роллинсу был назначен матч за Чемпионство на шоу Money in the Bank. Перед этим Роллинс отправился на ТВ-шоу NXT, где защитил Чемпионство Мира от Брона Брейкера. По ходу подготовки к матчу активно напоминали, что на SummerSlam в 2016 году Роллинс и Балор уже провели матч за тогда новое чемпионство Вселенной WWE, и тогда победу одержал Балор, однако по ходу матча он получил тяжелую травму, и был вынужден сдать Чемпионский титул.
История Ронды Роузи и Шейны Баслер в WWE уходит корнями в середину 2010х, когда Роузи и Баслер вместе появились на SummerSlam 2014 года, чтобы развивать противостояние Роузи с Стефани Макмэн. В 2016 году Ронда поддержала Шейну на инди-шоу Absolute Intense Wrestling «Кровавый Спорт», где та выиграла Женский титул этого промоушна. В 2017 году Роузи посетила записи турнира Mae Young Classic, в котором Баслер дошла до финала, проиграв там Каири Сэйн. В 2018 году на шоу WWE Evolution обе девушки одержали победы в титульных матчах: Баслер выиграла Чемпионство NXT, а Роузи защитила Женский титул RAW. После этого обе рестлерши успешно закрепились в WWE, но не пересекались до лета 2022 года. На шоу Money in the Bank Роузи защитила Женское чемпионство Smackdown от Натальи Нейдхарт, но затем была вынуждена провести еще одну защиту от Лив Морган, которая решила реализовать выигранный ранее контракт на титульный матч «Деньги в банке». Этот матч был выигран Морган, которая воспользовалась усталостью Роузи от предыдущего матча. На SummerSlam был назначен матч-реванш, который также остался за Морган. После этого матча Роузи была отстранена за нападение (сюжетное) на рефери матча. На Smackdown 12 августа Баслер вышла поддержать Роузи и заявила, что та получит всё, что хочет. Лив Морган тут же назвала Баслер копией Роузи, и рестлершам был назначен матч на премиум-шоу WWE Clash at the Castle. Роузи же неделей спустя была арестована (также сюжетно). 9 сентября на Smackdown вернувшаяся Роузи выиграла матч за претендентство на титул Морган, и Баслер пожелала ей успеха. Матч состоялся на Extreme Rules, он прошёл по экстремальным правилам, и Роузи смогла вернуть себе Чемпионство. 28 октября на Smackdown Баслер напала на Наталью Нейдхарт, которая обвинила Розуи в нечестной победе ранее на шоу. Претенденткой на титул Ронды была назначена Шотци, которая на Smackdown 18 ноября одолела Шейну Баслер. Неделей позже Роузи и Баслер взяли реванш в командном матче, победив Шотци и Ракель Родригес, а затем на Survivor Series Роузи победила Шотци, защитив титул и, как позже выяснилось, в том матче Шотци получила перелом руки. 23 декабря на Smackdown Баслер была в последний момент добавлена в матч претенденток на выбывание, но она была удержана Родригес. Их матч состоялся 30 декабря на Smackdown, Роузи победила, но следом ей бросила вызов вернувшаяся после полугода отсутствия Шарлотт Флэр. Несмотря на попытки Баслер её переубедить, Ронда согласилась на матч и проиграла. После этого в отпуск ушла уже Роузи. Она вернулась 10 февраля на Smackdown, придя на помощь Шейне Баслер в конфликте с Натальей, которая ей унизила. Неделей позже Роузи и Баслер победили Шотци и Наталью в командном матче. 24 февраля на Smackdown Баслер и Ронда были добавлены в кард WrestleMania 39, где они выиграли 4-сторонний командный матч, но очередную травму в этой истории получила Баслер. Рестлерши ушли на лечение, после чего вернулись 15 мая на RAW, напав на Родригес, которая на тот момент владела Командным женским чемпионством, и травмировав (сюжетно) ей руку. 19 мая на Smackdown Родригес (вместе с Морган) была лишена титулов из-за травмы Морган, и был назначен 4-сторонний матч, в который заявили Баслер и Роузи. Матч состоялся 29 мая на RAW и Баслер с Роузи одержали победу, выиграв титулы. 6 июня на RAW Баслер и Роузи победили Катану Ченс и Кэйден Картер, а 23 июня на Smackdown — Альбу Файр и Айлу Доун, объединив женские титулы WWE и NXT. На Money in the Bank была назначена защита титулов против Родригес и вернувшейся после лечения Морган.
27 июля на RAW Бекки Линч и Лита смогли победить Ийо Скай и Дакоту Кай, выиграв у них Женское командное чемпионство WWE. По ходу матча Линч и Лите помогла Триш Стратус, которая нейтрализовала Бэйли, пытавшуюся помочь партнёршам по группировке «Контроль Урона». Возвращение Стратус должно было состояться ранее в году, но в силу разных причин, среди которых и травмы, и смены планов, это состоялось лишь в конце февраля. 6 марта на RAW Стратус, Линч и Лита предложили «Контролю» матч 3х3 на WrestleMania, и этот вызов был принят. 27 марта на RAW Линч рассказала, что обратилась за помощью к Лите и Стратус, поскольку «Контроль» преследовал её с прошлой осени, когда у рестлерш был матч по правилам «Военные игры», а Литу и Стратус она уважает больше всего. 30 марта их матч был назначен на первый день шоу. На WrestleMania 39 Линч, Лита и Стратус одержали победу, а уже через неделю Линч и Лите была назначена защита титулов против Ракель Родригес и Лив Морган. Перед матчем «Контроль» напал на Литу, нанёс ей травму, и тогда Стратус предложила Линч заменить ту в матче. Линч согласилась, изменение в матче было утверждено, но затем Родригес и Морган смогли победить, выиграв Командное женское чемпионство. А после матча Стратус напала на Линч и избила её. 17 апреля на RAW Стратус объяснила своё поведение тем, что сегодняшние зрители забыли её вклад в рестлинг, зато боготворят Линч, которая является лишь сегодняшней звездой. Линч при этом переименовала свой профиль в соцсетях и ушла в отпуск (как позже рассказала сама Линч, у нее было повреждение лодыжки с подозрением на стрессовый перелом). После того, как Стратус несколько недель издевательски разыскивала Линч, Бекки вернулась на RAW 8 мая и пообещала уничтожить Триш. 15 мая на RAW их матч был назначен на Night of Champions (2023), и 22 мая на RAW рестлерши подписали контракт. На этом Премиум-шоу, которое прошло в Саудовской Аравии Стратус одержала победу при помощи дебютировавшей в основном ростере Зои Старк, а по ходу матча Линч разбила Стратус нос. 29 мая на RAW Линч потребовала расплаты, но Стратус и Старк обманом избили её, а Стратус накрыла футболкой со словами, которые она хотела донести до всех зрителей: «Спасибо, Триш!» На RAW 6 июня все трое квалифицировались в матч «Деньги в банке», причем Зои помогла Стратус, а помешать Линч победить им не удалось.

## События шоу
На Money in the Bank Роллинс победил Балора, который отвлёкся на своего товарища по группировке Приста, который ранее на шоу выиграл кейс «Деньги в банки», дающий возможность получить титульный матч в любой момент.
Во время матча за женское командное чемпионство Шейна Баслер неожиданно напала на Ронду Роузи, что привело к тому, что Морган и Родригес добили Ронду, Морган удержала её, лишив титулов.

## Результаты
| №                               | Результаты                                                                                         | Условия                                                   | Время |
| ------------------------------- | -------------------------------------------------------------------------------------------------- | --------------------------------------------------------- | ----- |
| 1                               | Дамиан Прист победил Рикошета, Синсукэ Накамуру, Эл Эй Найта, Сантос Эскобара, Бутча и Логана Пола | Матч Money in the Bank за контракт за мужское чемпионство | 20:25 |
| 2                               | Лив Морган и Ракель Родригес победили Ронду Раузи и Шейну Бэйзлер (с)                              | Командный матч за командное чемпионство WWE среди женщин  | 9:00  |
| 3                               | Гюнтер (с) победил Мэтта Риддла                                                                    | Одиночный матч за интерконтинентальное чемпионство WWE    | 7:45  |
| 4                               | Коди Роудс победил Доминика Мистерио (с Реей Рипли)                                                | Одиночный матч                                            | 8:40  |
| 5                               | Ийо Скай победила Зелину Вегу, Бекки Линч, Зои Старк, Бэйли и Триш Стратус                         | Матч Money in the Bank за контракт за женское чемпионство | 18:05 |
| 6                               | Сет «Фрикин» Роллинс победил Финна Балора                                                          | Одиночный матч за чемпионство мира в тяжёлом весе         | 12:30 |
| 7                               | Братьев Усо (Джей Усо и Джимми Усо) победили Роман Рейнса и Соло Сикоа (с Полом Хейманом)          | Командный матч «Гражданская война The Bloodline»          | 32:10 |
| - (ч) – чемпион на начало матча | |                                                           |       |

## События после шоу
На следующем RAW 3 июля Роллинс защитил титул от еще одного представителя «Судного дня» Доминика Мистерио. На RAW 10 июля Балор сообщил, что не согласен с исходом матча на MITB и потребовал еще одну возможность. В конце того шоу Роллинс в компании командных чемпионов Оуэнса и Зэйна проиграл Судному дню: Балор удержал Зэйна. На RAW 17 июля Балор напал на Роллинса, избил его стулом и получил право на еще один матч за Чемпионство Мира на Summerslam.
3 июля на RAW Баслер обвинила Роузи в том, что всегда была в её тени, что Роузи всё приносили готовое, а она всего была вынуждена добиваться своими силами. 17 июля на RAW Роузи бросила Баслер вызов на матч на SummerSlam, но Баслер предложила подраться сразу же. Ронда отказалась. Матч был официально назначен 27 июля, а 31 июля на RAW матчу добавили правила - бой пройдет в формате смешанных единоборств.